# ルチャレル・ヘールトライダ
ルチャレル・ヘールトライダ（オランダ語: Lutsharel Geertruida (「オランダ語」はここではおそらくアルファベット表記の意味)、2000年7月18日–）は、オランダ・ロッテルダム出身のサッカー選手。RBライプツィヒ所属。ポジションはDF。
オランダ語の'ui'はカナ表記では「アイ」の発音に近く、伝統的にも'Cruijff'が「クライフ」、'Kluivert'が「クライフェルト/クライファート」とカナ表記されてきたが、'Geertruida'の場合は再びその伝統から外れて「ヘールトロイダ」と表記されることが多い。
'Lutsharel'も日本では't'を除いた'Lusharel'の音で「ルシャレル」とカナ表記される事が多い。

## クラブ経歴
フェイエノールトの下部組織出身。トップチームデビューは2017年10月25日に行われたKNVBカップの2回戦AVVスウィフト戦であり、77分からの途中出場だった。デビュー後4シーズン目にあたる2020-21シーズンから右サイドバックのポジションでレギュラーに定着し、同シーズンはDFながら公式戦通算8得点を挙げる活躍を見せた。
2024年8月31日、RBライプツィヒへ5年契約で移籍。

## 代表経歴
2016年からオランダの各世代別代表に招集されており、2017年にはUEFA U-17欧州選手権2017に出場した。
2023年3月24日、UEFA EURO 2024予選の開幕戦となったフランス代表戦にて、先発出場してオランダ代表デビューを飾ったが、試合には0-4で完敗し、自身も試合終了間際に負傷して途中交代となった。

## タイトル
フェイエノールト
- KNVBカップ：2017-18
- ヨハン・クライフ・スハール：2018
- エールディヴィジ：2022-23